# Wilhelm Friedrich Arntz
Wilhelm Friedrich Arntz (* 19. September 1903 in Elten; † 1985) war ein deutscher Jurist, Schriftsteller, Verlagsbuchhändler, Redakteur und Experte für die Kunst des 20. Jahrhunderts.

## Leben
Er studierte Rechtswissenschaft in München, Berlin und Frankfurt am Main. Während seines Studiums schloss er sich in Berlin dem katholischen Studentenverein Askania an (heute Askania-Burgundia) und gehörte im Wintersemester 1924/25 zu den Wiedergründern des katholischen Studentenvereins Semnonia. Nach dem Studium wurde Arntz Assistent bei dem Völkerrechtler Otto Max Köbner, der mit einer Nichte von Max Liebermann verheiratet war. Durch sie erhielt er ersten Kontakt zur Kunst.
Arntz begann seine berufliche Karriere als politischer Redakteur des Frankfurter General-Anzeigers.  Nach der Machtergreifung der Nationalsozialisten 1933 verlor er seinen Arbeitsplatz und wurde 1937 in Berlin von der Gestapo verhaftet.
Er arbeitete darauf als Auslandskorrespondent für den HUCK-Verband, einer deutschen Zeitungsgruppe im London der 1930er Jahre.
1939 bis 1944 war er freischaffend als Schriftsteller tätig. Zu dieser Zeit begann er, expressionistische Kunst zu sammeln. Nach seiner Kriegsgefangenschaft kehrte Arntz 1945 nach Stuttgart zu seiner Familie zurück, mit der er verabredet hatte, sich nach dem Zweiten Weltkrieg bei dem Maler Willi Baumeister zu treffen; mit ihm war Arntz seit 1932 befreundet. Nach seiner Rückkehr wurde Arntz zum Leiter des Stuttgarter Kulturreferats bestellt. 1947 gründete er zusammen mit Roman Norbert Ketterer das Auktionshaus Stuttgarter Kunstkabinett. Hier arbeitete er von 1955 bis 1956 als Berater und Experte für die Kunst des 20. Jahrhunderts. Anschließend war er bis 1978 als Berater des größten westdeutschen Auktionshauses Lempertz in Köln tätig, wo er die erfolgreiche Abteilung der modernen Kunst aufbaute.
Arntz war außerdem als Experte für Fälschung in verschiedenen gerichtlichen Verfahren gefragt, beispielsweise im Fall Lothar Malskat 1954–1955 in Lübeck oder im Fall der Zivilklage zur Fälschung eines Werkes von Henri de Toulouse-Lautrec in München 1970. Als Rechtsanwalt war er in Fällen zum Eigentumsrecht und der Rückgabe von durch die Nationalsozialisten beschlagnahmten Kunstwerke, aber auch für Versicherungen, Steuerangelegenheiten, Urheberrecht und Schutz des kulturellen Erbes involviert. Bei der 1965 als „größte[s] Auktionsereignis auf dem deutschen Kunstmarkt“ von Günther Schenk angekündigten Versteigerung zahlreicher Gemälde im Düsseldorfer Haus des Handwerks stellte Arntz zahlreiche falsche Zuschreibungen fest.
Arntz war einer der ersten Sammler des deutschen Expressionismus. Der Kunstsammler erwarb Publikationen über die Kunst des 20. Jahrhunderts und erstellte eine Fülle von Archivmaterial, einschließlich Zeitungsausschnitten, Korrespondenz von Künstlern, Kunsthistorikern und Händlern und Einladungen zu Ausstellungseröffnungen. Während des Zweiten Weltkriegs ging ein maßgeblicher Teil seiner Bibliothek und seines Archives verloren, jedoch gelang es ihm nach 1945 seine Sammlung zum größten Teil wieder aufzubauen. Er erweiterte die Sammlung um Kopien oder Abschriften von offiziellen Erklärungen, Berichten und Briefen von hochrangigen Nationalsozialisten und Nachkriegsbehörden zur Verfolgung von Vertretern der „Entarteten Kunst“. Das „Kunstarchiv Arntz“ in seinem Privathaus in Haag in Oberbayern stellte er mit gewissen Einschränkungen der Öffentlichkeit zur Verfügung und erlaubte Studenten und Kollegen Forschung in seinem Haus zu betreiben. Sein Nachlass „Wilhelm Arntz papers, 1898–1986“ mit Korrespondenz und 50.000 Büchern befindet sich in der Sammlung des Getty Centers in Los Angeles.

## Veröffentlichungen
- Aussenpolitische Studien - Festgabe für Otto Köbner. Ausland und Heimat-Aktiengesellschaft, Stuttgart 1930. 408 S.
- Malta. 5. - 9. Tsd. Reihe „Weltgeschehen“ Hrsg.: Gerhard Herrmann. Wilhelm Goldmann Verlag, Leipzig 1941. 114 S.
- Zwanzig Profile. Scharf geschnitten. Die Regisseure des Zweiten Weltkrieges. Mit 48 Abbildungen. Schützen-Verlag, Berlin 1942. 359 S.
- Der Struwwelpeter und andere Original-Manuskripte des Struwwelpeter-Hoffmann. Mit 18 Abbildungen. Beilage zum Katalog der 19. Kunstauktion.  Stuttgarter Kunstkabinett, Stuttgart 1954. 40 S.
- Ernst Ludwig Kirchner. Aquarelle, Zeichnungen, Graphik. Stuttgart, Theodor Körner Verlag, Stuttgart 1954. 28 S.
- Stuttgarter Kunstkabinett. 21. Kunst-Auktion. Kunstliteratur, Kunstwerke des 18. - 20. Jahrhunderts, Chinesische Bronzen. Stuttgart, Stuttgarter Kunstkabinett, 1955. 40 S.
- Henri de Toulouse-Lautrec. Lithographien 1956. Theodor Körner Verlag, Stuttgart 1956. 28 S.
- Kunst des XX. Jahrhunderts. Gemälde - Plastik - Aquarelle - Handzeichnungen - Grafik. Kunsthaus Math. Lempertz (Hrsg.), Stuttgart, Ernst Klett Verlag, 1960. 88 S.
- Das Föhrenhaus - Der Bau - Schondorfer Berichte - 8. Jahrgang/November 1961. Presse-Druck- und Verlags-GmbH 1961. 78 S.
- Kunst des 20. Jahrhunderts. Kunsthaus Math. Lempertz, Köln 1961
- Bildersturm über Deutschland. III: Das Schicksal der Bilder. 1962
- Kunst des 20. Jahrhunderts. Kunsthaus Math. Lempertz, Köln 1964
- Graphik u. Zeichnungen. 1. März - 17. April 1965, Ausstellungskatalog. Mit Willi Baumeister. Stuttgart Königsbau, Galerie Valentien, 1965. 28 S.
- Kunst des 20. Jahrhunderts. Kunsthaus Math. Lempertz, Köln 1971
- Kunst des 20. Jahrhunderts. Kunsthaus Math. Lempertz, Köln 1972
- Kunst des 20. Jahrhunderts. Kunsthaus Math. Lempertz, Köln 1973
- Verzeichnis der seit 1945 erschienenen Werkkataloge zur Kunst des 20. Jahrhunderts. Arntz Bulletin Dokumentation der Kunst des 20. Jahrhunderts Sonderband. Verlag Gertrud Arntz-Winter, Haag, um 1975. 122 S.
- Nutrizym-Serie Antiquitäten. Ein kleines Handbuch für die Reise. Serie 2. Druckgraphik. Miesbach, Verlag Bergemann + Mayr, 1975. 71 S.
- Kindlers Malerei. Lexikon im dtv Sachwörterbuch der Weltmalerei, Gemäldedurchleuchtung, 12 Arbeiten des Herkules. Mit Gerd Tolzien. München, Deutscher Taschenbuch-Verlag, 1976. ISBN 3-423-05956-7, Band 13, 310 S.
- Arp, Hans Jean. Das graphische Werk 1912–1966. L'oeuvre grave - The graphic work. Verlag Gertrud Arntz-Winter, Haag 1980. 338 S.
- Cuno Amiet, das graphische Werk 1939–1966. Verlag Gertrud Arntz-Winter, Haag 1982
- René Auberjonois, Bibliographie der illustrierten Werke. Verlag Gertrud Arntz-Winter, Haag 1982.
- Walter Wörn 1901–1963. Düsseldorf, Galerie Vömel 1992. 20 S.
- Katalog der Skulpturen 1947–1973. Mit Wolfgang Braunfelsund Joachim Berthold
- Werkkataloge zur Kunst des 20. Jahrhunderts. Verzeichnis der seit 1945 erschienenen Werkkataloge, Verlag Gertrud Arntz-Winter, Haag, 122 S.

## Bewertung
In seinem Buch zur Nazi-Raubkunst Die Bilder sind unter uns. Das Geschäft mit der NS-Raubkunst bezeichnete der Autor Stefan Koldehoff Wilhelm Friedrich Arntz als „Aufbauhelfer bei Ketterer und Lempertz“ und zusammen mit Wilhelm Rüdiger und Roman Norbert Ketterer als „Fragwürdige Kontinuitäten“.
Robert Schröpfer von der taz ergänzte: „Natürlich ist es skandalös, dass [...] die Propagandisten Wilhelm Rüdiger und Friedrich Wilhelm Arntz bei einem wichtigen Auktionshaus wie Roman Norbert Ketterers Stuttgarter Kunstkabinett anheuerten.“
Christina Tilmann vom Tagesspiegel fügte hinzu: „Roman Norbert Ketterer, der 1943 beginnt, Kunst aufzukaufen, und nach dem Krieg beim Aufbau seines Stuttgarter Kunstkabinetts sich von den NS-Kunsthistorikern Wilhelm Rüdiger und Wilhelm Friedrich Arntz beraten lässt – pikanterweise besonders bei expressionistischer Kunst, die von den Nationalsozialisten verfemt wurde.“